# Онгори, Филс
Филс Мура Онгори — кенийская бегунья на длинные дистанции. Чемпионка мира по полумарафону 2009 года в командном зачёте и серебряный призёр в личном первенстве. На чемпионате мира 2007 года заняла 8-е место в беге на 10 000 метров. На мемориале Фанни Бланкерс-Кун 2008 года заняла 8-е место на дистанции 5000 метров. В 2009 году заняла 3-е место на Рас-эль-Хаймском полумарафоне. Заняла 2-е место на Парижском полумарафоне 2011 года. Победительница Роттердамского марафона 2011 года с результатом 2:24.20.
В 2012 году выиграла Берлинский полумарафон — 1:08.25.

## Сезон 2014 года
16 марта заняла 8-е место на Лиссабонском полумарафоне с результатом 1:10.29.